# Réseau privé

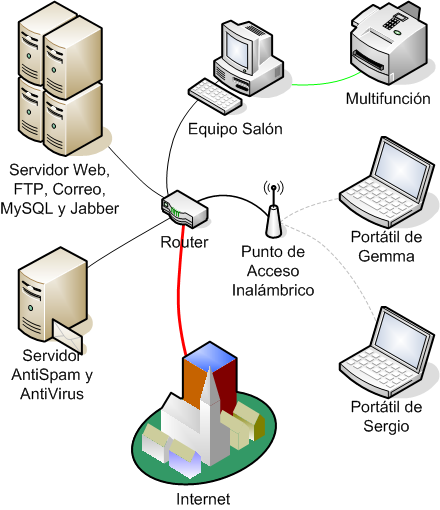
Illustration d'un réseau LAN (Local Area Network).

Un réseau privé est un réseau qui utilise les plages d'adressage IP définies par la RFC 1918, « Address Allocation for Private Internets ». Ces adresses ne sont pas routées sur Internet. Un réseau privé peut être numéroté librement avec les plages d'adresses privées prévues à cet effet. Par opposition aux adresses publiques d'Internet, ces adresses ne sont pas uniques, plusieurs réseaux pouvant utiliser les mêmes adresses.

## Utilisation des adresses privées
Les réseaux privés sont de pratique courante dans les réseaux locaux, car beaucoup d'utilisateurs et d'entreprises n'ont pas besoin de disposer d'une adresse IP mondialement unique pour chaque élément de leur réseau, ordinateur, imprimante, etc. Une autre raison de l'essor des réseaux privés provient de la pénurie d'adresses IP publiques. La norme IPv6 a été créée pour pallier cette pénurie, mais son utilisation n'est toujours que moyennement répandue.
Afin de relier des réseaux privés à l'Internet, on utilise des points de traduction d'adresses Network address translation (NAT). Un point de raccordement nécessite au moins une adresse publique et routera tout le trafic destiné à l'Internet, en remplaçant les adresses privées par une adresse publique avant la transmission sur l'Internet.
L'utilisation d'adresses privées peut cependant s'avérer problématique pour l'interconnexion de deux réseaux d'entreprises avec des espaces d'adressage qui se chevauchent.
Les plages d'adresses réservées aux réseaux privés en IPv4 sont :
| Préfixe        | Plage IP                      | Nombre d'adresses  |
| -------------- | ----------------------------- | ------------------ |
| 10.0.0.0/8     | 10.0.0.0 – 10.255.255.255     | 232-8 = 16 777 216 |
| 172.16.0.0/12  | 172.16.0.0 – 172.31.255.255   | 232-12 = 1 048 576 |
| 192.168.0.0/16 | 192.168.0.0 – 192.168.255.255 | 232-16 = 65 536    |

L'administrateur est libre de diviser ces plages en sous-réseaux selon ses besoins.

## Charge des adresses privées sur les serveurs racine du DNS
Bien que les adresses privées ne puissent pas transiter par l'Internet, les serveurs racine du DNS reçoivent un nombre important de requêtes de résolution inverse relatives à des plages d'adresses privées. Pour réduire cette surcharge, le projet AS 112 vise à déléguer les sous-domaines vers des serveurs distribués, via anycast.
Dans ce cadre, l'IANA a créé les délégations suivantes :
```
10.in-addr.arpa.        86400   IN      NS      BLACKHOLE-1.IANA.ORG.
10.in-addr.arpa.        86400   IN      NS      BLACKHOLE-2.IANA.ORG.
BLACKHOLE-2.IANA.ORG.   3600    IN      A       192.175.48.42
BLACKHOLE-1.IANA.ORG.   3600    IN      A       192.175.48.6
```

Les deux adresses 192.175.48.42 et 192.175.48.6 ne sont pas uniques, et le serveur le plus proche du client répondra avec un NXDOMAIN ("Non-Existent Domain", "No Such Domain").

## IPv6
Un concept similaire existe en IPv6 avec les adresses locales uniques fc00::/7. 
Les adresses locales uniques ont le format suivant :   
| champ | préfixe | L | ID globale | Subnet | Interface |
| bits  | 7       | 1 | 40         | 16     | 64        |

Ces adresses sont définies par la RFC 4193.
- Le préfixe vaut 1111110.
- L vaut 1 pour les ID globales assignées localement.
- ID globale est un nombre pseudo-aléatoire choisi par l'organisation, de sorte qu'il est très improbable que deux organisations aient le même numéro.
- Subnet est le numéro du sous-réseau.
- Interface est l'identification de l'hôte dans le sous-réseau.